# Congiopodus torvus
Гладкий кінь (Congiopodus torvus) — вид морських променеперних риб, що належать до родини Congiopodidae, коней або свинок. Зустрічається у водах Південної Африки.

## Таксономія
Гладкий кінь був уперше описаний і задокументований як Blennius torvus у 1772 році нідерландським зоологом Лоуренсом Теодором Гроновом. Його типове місце поширення, він ймовірно помилково, вказав як Індійський океан. У 1811 році англійський натураліст Джордж Перрі описав новий вид Congiopodus percatus, який він відніс до нового монотипного роду Congiopodus. Згодом цей таксон вважався молодшим синонімом Blennius torvus Гронова, тому цей вид є типовим видом свого роду C. percatus. Конкретна назва torvus означає «витріщені очі», алюзія, яку Гроноу не пояснював, але це може стосуватися розміщення очей з обох боків у верхній частині голови.

## Опис
Гладкий кінь — це стиснута риба з довгим безперервним спинним плавцем, який підіймається високо над головою, і містить 20 або 21 шип і від 13 до 15 м'яких променів. В анальному плавнику 7 або 8 м'яких променів. Має виступаючу морду з невеликим видовженим ротом і однією ніздрею з кожного боку. Шкіра дорослих особин гладка, але шкіра молодих особин покрита невеликими шорсткими горбками. Цей вид може досягати максимальної загальної довжини 76 сантиметрів, але середня довжина 30 сантиметрів є більш типовою. Молоді особини блідо-коричневого кольору з нерегулярними темно-коричневими плямами, тоді як дорослі особини звичайні темно-коричневі.

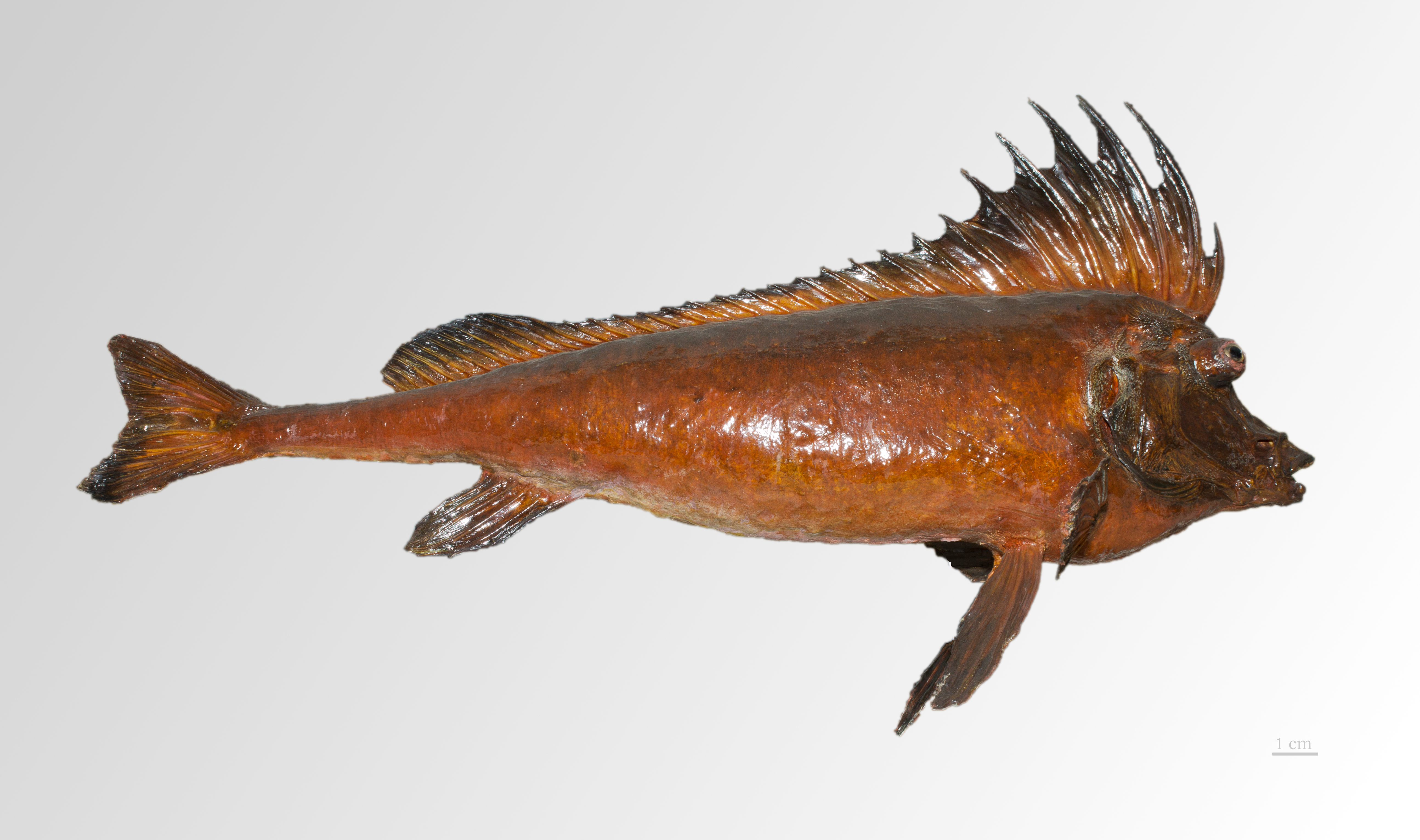

## Поширення і середовище проживання
Гладкий кінь є ендеміком помірних вод південної Африки, де він зустрічається від Намібії в Атлантичному океані навколо мису Доброї Надії до узбережжя Квазулу-Наталь в Індійському океані. Це демерсальна риба, яка живе на глибинах від 10 до 146 метрів на скелястих рифах і піщаному дні.

## Біологія
Гладкий кінь активніший вночі, ніж вдень. Харчується демерсальними безхребетними, такими як ракоподібні, молюски, морські їжаки, крихкі зірки та черви. Цей вид відомий як досить мирний і доступний, навіть іноді дайвери, тримаючи рибу в руках, чують тихе «ток-ток-ток».

## Рибальство
Гладкий кінь має приємне на смак м'ясо, але не є об'єктом комерційного промислу, і будь-який такий промисел потребує отримання додаткової інформації щодо біології та популяції виду, перш ніж його можна буде розглянути. Його ловлять як прилов траулери, і є докази того, що навіть це спричинило ознаки надмірного вилову в Намібії.